# Historicidad de los Evangelios

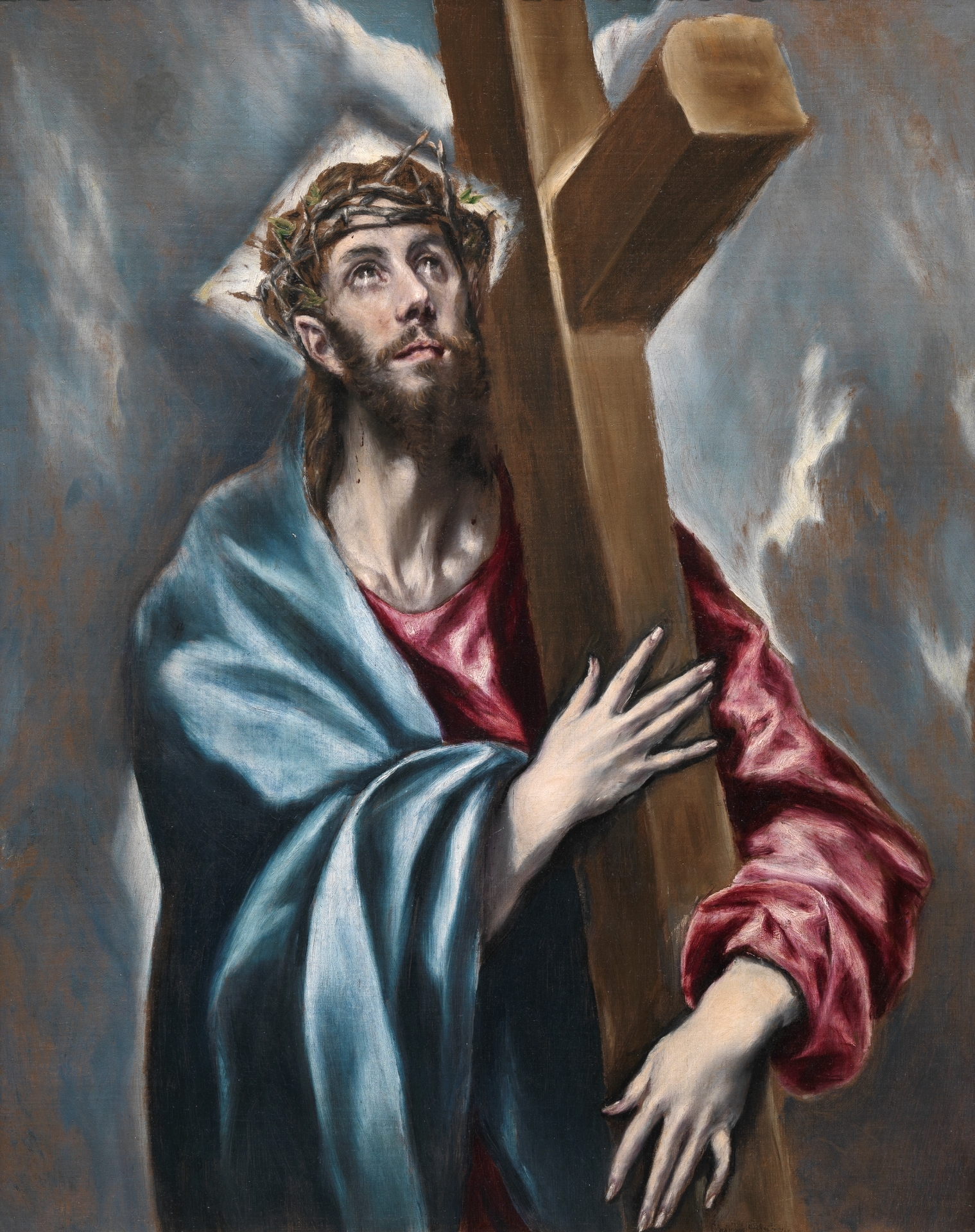
Jesús con la cruz a cuestas, por el Greco (; ;).

La cuestión de la fiabilidad histórica de los Evangelios es uno de los principales debates que existen entre los estudiosos del Nuevo Testamento. Algunos afirman que los cuatro evangelios canónicos cumplen los principales criterios de la fiabilidad histórica, otros dicen que muy poco en los evangelios puede considerarse históricamente fiable.
Casi todos los estudiosos de la Antigüedad están de acuerdo en que Jesús de Nazaret existió históricamente, pero los eruditos difieren sobre la historicidad de episodios específicos descritos en los relatos bíblicos de Jesús, y los únicos dos eventos sujetos a «asentimiento casi universal» son que Jesús fue bautizado por Juan el Bautista y fue crucificado por orden del prefecto romano Poncio Pilato. Elementos cuya autenticidad histórica es objeto de controversia incluyen las dos narraciones del nacimiento de Jesús, los acontecimientos milagrosos, incluyendo la resurrección, y ciertos detalles acerca de la crucifixión.
Según el punto de vista mayoritario, los evangelios de Mateo, Marcos y Lucas, conocidos colectivamente como los evangelios sinópticos, son las principales fuentes de información histórica sobre Jesús y del movimiento religioso que fundó. El cuarto evangelio, el evangelio de Juan, es muy diferente de los tres primeros evangelios. Los historiadores suelen estudiar la fiabilidad histórica de los Hechos de los Apóstoles en el estudio de la fiabilidad de los Evangelios, pues Hechos fue aparentemente escrito por el mismo autor que el evangelio de Lucas.
Los historiadores someten a los evangelios a un análisis crítico, en un intento de diferenciar mejor lo auténtico, información fidedigna de posibles invenciones, exageraciones, y alteraciones. Puesto que hay más variantes textuales en el Nuevo Testamento (200-400 mil) que letras en sus escritos (c. 140 mil), los estudiosos utilizan la crítica textual para determinar qué variantes del evangelio podrían teóricamente tomarse como «originales». Para responder a esta pregunta, los investigadores tienen que preguntarse quién escribió los evangelios, cuándo los escribieron, cuál era su objetivo al escribir, qué fuentes utilizaron los autores, el grado de fiabilidad de estas fuentes, y cuán alejados temporalmente estaban las fuentes de la historias que narran, o si se alteraron después. Los estudiosos también pueden mirar en la evidencia interna de los documentos, para ver si, por ejemplo, el documento está citando erróneamente textos del Tanaj hebreo, está haciendo afirmaciones sobre la geografía que eran incorrectos, si el autor parece estar ocultando información, o si el autor ha hecho una profecía acertada. Por último, los expertos recurren a fuentes externas, incluyendo el testimonio de los líderes de la iglesia primitiva, escritores fuera de la iglesia (los historiadores, principalmente judíos y grecorromanos) que habría sido más propensos a haber criticado a la iglesia primitiva, y la evidencia arqueológica.

## Metodología
Al juzgar la fiabilidad histórica de los evangelios, los estudiosos se preguntan si los registros en los evangelios son, cuando se juzga el uso de los estándares normales que los historiadores utilizan en otros escritos antiguos, confiables o no. Los principales problemas son los que son los evangelios «originales», si las obras del Evangelio originales eran testimonios precisos, y si esas versiones originales se han transmitido con precisión a través de los siglos para nosotros. En la evaluación de la fiabilidad histórica de los Evangelios, los estudiosos consideran una serie de factores. Estos incluyen la autoría y fecha de composición, la intención y el género, las fuentes del Evangelio y la tradición oral, la crítica textual, y la autenticidad histórica de los dichos específicos y eventos narrativos.
El género de los evangelios es esencial en la comprensión de las intenciones de los autores en relación con el valor histórico de los textos. El estudioso del Nuevo Testamento Graham Stanton afirma que «los evangelios son ampliamente considerados como un subconjunto del amplio género literario antiguo de biografías». Charles H. Talbert coincide en que los evangelios deben agruparse con las biografías grecorromanas, pero añade que esas biografías incluyen un elemento mitológico, y que los evangelios sinópticos también incluyen elementos de la mitología. E.P. Sanders afirma que «estos evangelios fueron escritos con la intención de glorificar a Jesús y no son estrictamente biográficos en su naturaleza». Ingrid Maisch y Anton Vögtle, escribiendo para Karl Rahner en su enciclopedia de términos teológicos, indican que los evangelios fueron escritos como elementos fundamentalmente teológicos, no históricos. Erasmo Leiva-Merikakis señala que «debemos concluir, entonces, que el género del Evangelio no es el de la ‹historia› pura; pero tampoco es el del mito, cuento de hadas o leyenda. De hecho, el ‹evangelio› constituye un género muy particular, una novedad sorprendente en la literatura del mundo antiguo». Por el contrario, algunos críticos han sostenido que el cristianismo no se basa en un personaje histórico, sino más bien en una creación mítica. Este punto de vista propone la idea de que Jesús fue la manifestación judía de un culto panhelénico, conocido como Osiris-Dioniso, que reconoce el carácter no histórico de la figura, utilizándola en su lugar como un dispositivo de enseñanza.
Los estudiosos tienden a considerar que la obra de Lucas (Lucas y Hechos) está más cerca del género de la historia «pura», aunque también señalan que «esto no quiere decir que él [Lucas] fue informado siempre de forma fiable, o que (como tampoco los historiadores modernos) siempre presenta un registro serio fáctico de los acontecimientos». El estudioso del Nuevo Testamento, James D.G. Dunn considera que «los primeros predicadores dentro de las iglesias cristianas [eran] preservadores más que innovadores [...] buscaban transmitir, narrar, explicar, interpretar, estudiar, pero no crear ex novo [...]. A través del cuerpo principal de la tradición sinóptica, creo, nosotros tenemos, en la mayoría de los casos, el acceso directo a la enseñanza y el ministerio de Jesús como fue recordado desde el principio del proceso de transmisión (que a menudo precede a la Pascua) y el acceso, de manera bastante directa, con el ministerio y la enseñanza de Jesús a través de los ojos y los oídos de los que andaban con él». Sin embargo, David Jenkins, un ex obispo anglicano de Durham y profesor universitario, ha declarado que «¡Por supuesto que no! No hay absolutamente ninguna certeza en el Nuevo Testamento acerca de cualquier cosa de importancia».

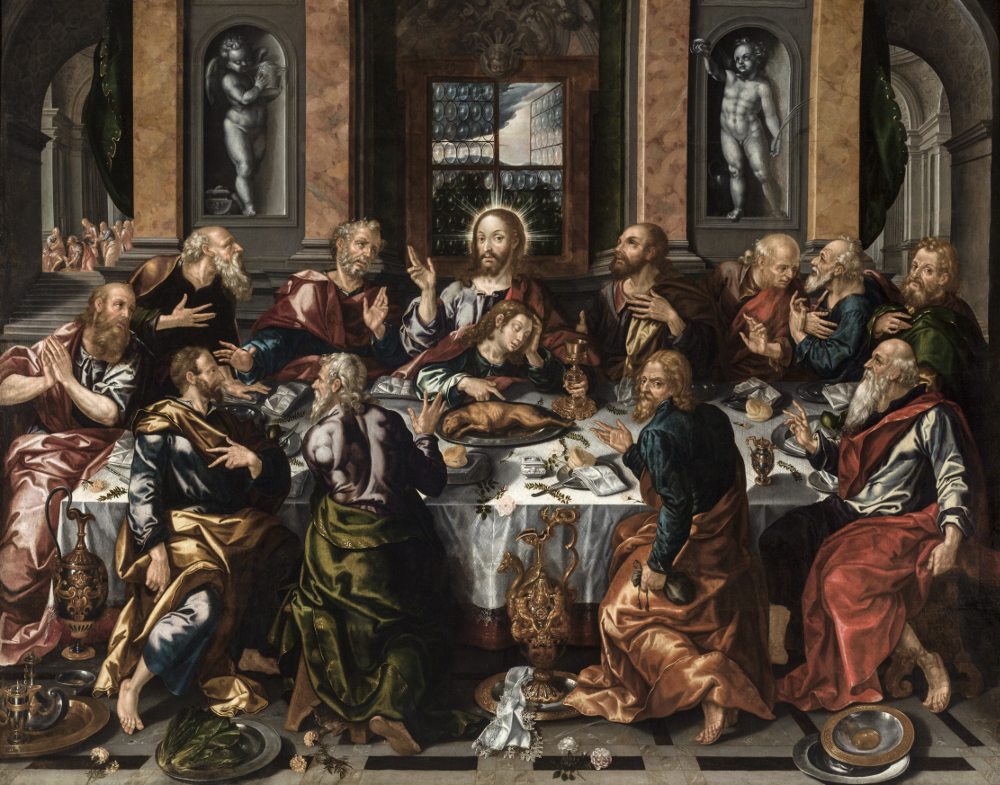
Criterio de la atestación múltiple: la Última Cena.

Los estudiosos críticos han desarrollado una serie de criterios para evaluar la probabilidad, o autenticidad histórica, de un hecho atestiguado o dichos representados en los evangelios. Estos criterios se aplican a los evangelios con el fin de ayudar a los estudiosos en la reconstrucción del Jesús histórico. El criterio de disimilitud sostiene que si un dicho o acción es diferente, o contrario, a los puntos de vista del judaísmo en el contexto de Jesús o los puntos de vista de la iglesia primitiva, entonces puede, con mayor seguridad, considerarse como un auténtico dicho o acción de Jesús. Un ejemplo comúnmente citado de esto es la controversial reinterpretación de la ley mosaica de Jesús en su Sermón del Monte, o la decisión de Jacobo y Pedro de permitir a los gentiles no circuncidados en lo que fue, en su momento, una secta del judaísmo. El criterio de dificultad sostiene que los autores de los evangelios no tenían ninguna razón para inventar incidentes embarazosos para ellos mismos, como la negación de Jesús por Pedro, o la huida de los seguidores de Jesús después de su detención, y por lo tanto estos detalles probablemente no se hubieran incluido a menos que fueran ciertos. Bart Ehrman, utilizando el criterio de disimilitud para juzgar la fiabilidad histórica de la alegación que Jesús fue bautizado por Juan el Bautista, señala que «es difícil de imaginar un cristiano inventando la historia del bautismo de Jesús, ya que esto podría interpretarse en el sentido de que él estaba subordinado a Juan».
El criterio de la atestación múltiple dice que cuando dos o más fuentes independientes presentan registros similares o compatibles, es más probable que esos datos son reportes precisos de eventos o que están informando una tradición que es anterior a las propias fuentes. Esto se utiliza a menudo para señalar que los cuatro evangelios dan fe de mayor parte de los mismos acontecimientos, pero que las epístolas de Pablo a menudo dan testimonio de estos eventos también, al igual que los escritos de la iglesia primitiva, y en un grado limitado escritos antiguos no cristianos. El criterio de congruencia cultural e histórica dice que una fuente es menos creíble si es contradictoria con un registro conocido de los hechos históricos, o si entra en conflicto con las prácticas culturales comunes en el período en cuestión. Es, por tanto, más creíble si está de acuerdo con los hechos conocidos. Por ejemplo, esto es a menudo utilizado en la evaluación de la fiabilidad de las alegaciones en Lucas-Hechos, tales como el título oficial de Poncio Pilato. A través de criterios lingüísticos una serie de conclusiones se pueden extraer. El criterio de los «arameísmos» sostiene que si un dicho de Jesús tiene sus raíces en el arameo, que refleja el contexto palestino de Jesús, es más probable que el dicho sea auténtico.

## Primeros manuscritos existentes

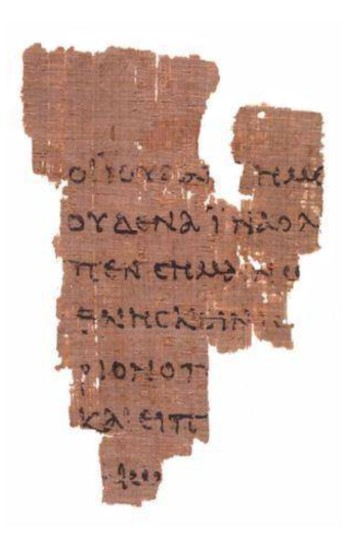
Papiro Biblioteca Rylands P52, datado c. 125, contiene. La fecha de composición lo convierte en el más antiguo papiro confirmado del Nuevo Testamento.

El manuscrito más antiguo es un fragmento del tamaño de una tarjeta de presentación del Evangelio de Juan, Papiro Biblioteca Rylands P52, que data de la primera mitad del siglo II. Las primeras copias completas de los libros individuales del Nuevo Testamento aparecen alrededor de 200, y la copia más antigua completa del Nuevo Testamento, el Codex Sinaiticus, data del siglo IV. En la siguiente tabla se muestran los primeros manuscritos existentes de los Evangelios.
| Libro  | Primeros manuscritos existentes                                        | Fecha                      | Condición          |
| Mateo  | P1, P19, P21, P25, P37, P45, P53, P64, P67, P70, P77, P101, P103, P104 | c. 150–250 (siglos II–III) | Fragmentos grandes |
| Marcos | P45                                                                    | c. 250 (siglo III)         | Fragmentos grandes |
| Lucas  | P4, P69, P75, P45                                                      | c. 175–250 (siglos II–III) | Fragmentos grandes |
| Juan   | P5, P6, P22, P28, P39, P45, P52, P66, P75, P80, P90, P95, P106         | c. 125–250 (siglos II–III) | Fragmentos grandes |

## Autoría y fecha
La mayoría de los eruditos sostienen la hipótesis de las dos fuentes, la cual afirma que el evangelio de Marcos fue escrito primero. De acuerdo con la hipótesis, los autores de los evangelios de Mateo y el de Lucas utilizan entonces Marcos y el hipotético documento Q, además de algunas otras fuentes, para escribir sus evangelios individuales. Los estudiosos coinciden en que el evangelio de Juan fue escrito último, mediante el uso de una tradición y cuerpo diferente de testimonios. Además, la mayoría de los estudiosos coinciden en que el autor de Lucas escribió los Hechos de los Apóstoles. Los estudiosos sostienen que estos libros constituyeron dos mitades de una sola obra, Lucas-Hechos.

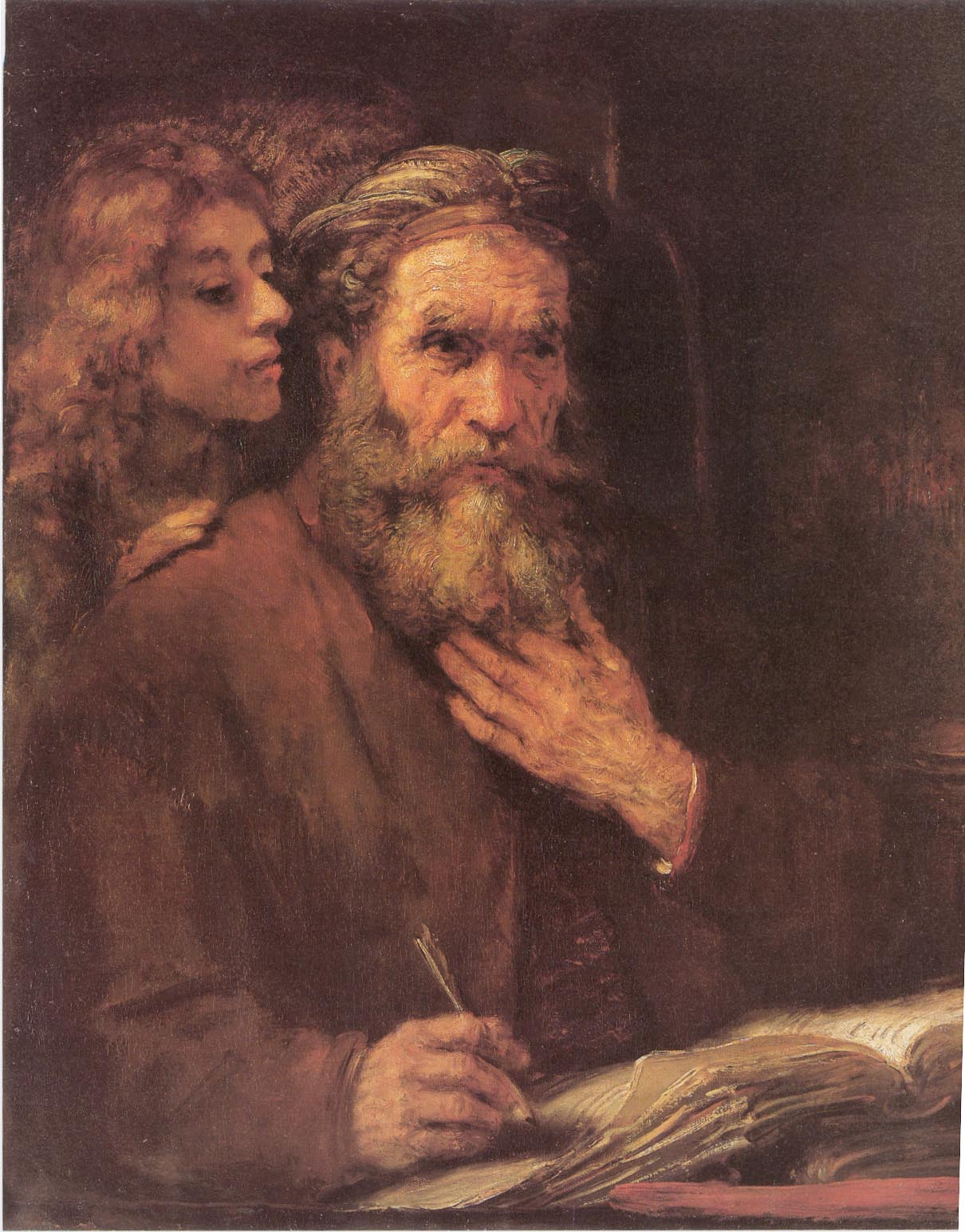
Evangelist Mattheüs en de engel por Rembrandt.

Estrictamente hablando, cada Evangelio es anónimo. El Evangelio de Juan es algo así como una excepción, si bien el autor simplemente se refiere a sí mismo como «el discípulo a quien Jesús amaba» y dice ser un miembro del círculo íntimo de Jesús. Durante los siglos siguientes, cada evangelio canónico fue atribuido a un apóstol o a un estrecho colaborador de un apóstol.

### Evangelios sinópticos

Casi todo el contenido del evangelio de Marcos se encuentra en partes del evangelio de Mateo o en partes del evangelio de Lucas. Además, el evangelio de Mateo y el de Lucas tienen contenido en común que no se encuentra en el de Marcos, este contenido provendría de la Fuente Q.

Los evangelios de Mateo, Marcos y Lucas son referidos como los evangelios sinópticos, debido a que tienen una secuencia y una redacción similares. Además están compuestos en griego koiné, y la mayor parte de Marcos y aproximadamente la mitad de Mateo y Lucas coinciden en su contenido, en la misma secuencia, a menudo casi palabra por palabra.
Los evangelios sinópticos son las principales fuentes de información histórica sobre Jesús y del movimiento religioso que fundó. Ellos relatan la vida, ministerio, crucifixión y resurrección de un judío llamado Jesús, que habló en arameo. Hay diferentes hipótesis sobre el origen de los textos debido a que los evangelios del Nuevo Testamento fueron escritos en griego para las comunidades de habla griega, siendo más tarde traducidos al siríaco, latín y copto.

#### Marcos
Marcos es la fuente primaria de información acerca de Jesús. Fue posiblemente compuesto en Roma. Los estudiosos del Nuevo Testamento generalmente dan crédito a su registro de Jesús como un hombre santo galileo, incluyendo su bautismo por Juan el Bautista, su reputación como exorcista y sanador, su predicación acerca de la venida del Reino de Dios, su grupo de discípulos más cercanos, la perturbación que causó en el templo, su traición, y su crucifixión en tiempos de Poncio Pilato. En 1901, William Wrede impugnó la fiabilidad histórica del evangelio, concluyendo en especial que Marcos presenta a Jesús como reservado sobre su identidad mesiánica debido a que el Jesús histórico nunca había afirmado ser el Mesías. La crítica de las formas reveló más tarde que la narrativa comprende fragmentos puestos en orden por Marcos, o por alguien antes que él. Mientras que la mayoría de los expertos consideran que Jesús pudo haber sido un profeta apocalíptico, como aparece en Marcos, una minoría de prominentes eruditos contemporáneos sostienen que su reino venidero iba a ser una revolución social más que un apocalipsis sobrenatural.
La tradición sostiene que el evangelio de Marcos fue escrito por Marcos el Evangelista, el intérprete de Pedro. Numerosas fuentes antiguas dicen que el material de Marcos le fue dictado por el mismo Pedro, siendo más tarde compilado en su evangelio. El evangelio, sin embargo, parece basarse en varias fuentes subyacentes, que varían en su forma y en la teología, en contra de la historia de que el evangelio se basó en la predicación de Pedro.
La mayoría de los estudiosos creen que Marcos fue escrito por una segunda generación cristiana, alrededor o poco después de la caída de Jerusalén y la destrucción del Segundo Templo en el año 70.
Richard Bauckham ha señalado que la geografía en Marcos es exacta si se mira desde la perspectiva de un pescador de Cafarnaum, lo cual es consistente con Marcos retransmitiendo el evangelio de Pedro, quien de hecho era un pescador. Muchos eruditos usan mapas modernos para evaluar Marcos, lo que a menudo da lugar a errores al juzgar la geografía de Marcos. Un pescador no habría tenido un mapa moderno en mente, pero en lugar de un mapa mental sobre la base de su mundo experiencial de pescador.
Según algunos, la geografía de Marcos no siempre es precisa, por ejemplo, Marcos 7:31 describe a Jesús yendo desde Tiro hasta el mar de Galilea, por Sidón (20 millas más al norte y en la costa mediterránea). El autor de Marcos no parecía saber que uno no ir a través de Sidón para ir desde Tiro hasta el Mar de Galilea, y no había camino de Sidón al mar de Galilea en el siglo I, sólo uno saliendo de Tiro. Los eruditos católicos han interpretado este pasaje como no problemático, ya que Jesús habría viajado en un amplio círculo, primero al norte, luego hacia el este y al sur.

#### Mateo
Mateo fue probablemente escrito en Antioquía, entonces parte de la Siria romana. La mayoría de los estudiosos sostienen que Mateo se basó en Marcos y añadió la enseñanza del documento Q. Mientras que Mateo organizó este material en compilaciones, como el Sermón del Monte, gran parte de ello se remonta al Jesús histórico. Según E. P. Sanders, el relato de la infancia es una invención. Mateo presenta el ministerio de Jesús como limitado a los judíos, aunque el Jesús resucitado más tarde comisiona a los discípulos a predicar a todo el mundo. Géza Vermes juzga que el ministerio de Jesús era exclusivamente para los judíos, y que el fin de proclamar el evangelio a todas las naciones fue un desarrollo de los primeros cristianos.
De acuerdo con el punto de vista mayoritario, es poco probable que haya sido escrito por un testigo presencial de este evangelio. Mientras que Papías informó que Mateo había escrito la «Logia», esto difícilmente puede ser una referencia al evangelio de Mateo. El autor fue probablemente un judeocristiano escribiendo para otros judeocristianos.
Los eruditos bíblicos generalmente sostienen que Mateo fue compuesto entre los años c. 70 y 100.

#### Lucas
Lucas fue escrito en una gran ciudad al oeste de Palestina. Al igual que Mateo, Lucas se basó en Marcos y el material agregado de Q. Lucas también incluye una gran cantidad de material único, como la parábola del buen samaritano, y muchas de estas parábolas parecen ser auténticas. Lucas destaca el carácter universal de la misión y el mensaje de Jesús, pero Géza Vermes concluye que este tema no es auténtico al Jesús histórico. Como en el caso de Mateo, una gran controversia ha rodeado la narración del nacimiento de Lucas.
Algunos estudiosos sostienen la afirmación tradicional de que Lucas el Evangelista, un compañero de Pablo, quien probablemente no fue testigo ocular del ministerio de Jesús, escribió el Evangelio de Lucas y los Hechos de los Apóstoles. Otros señalan que Hechos contradice las propias cartas de Pablo y le niega el importante título de apóstol, lo que sugiere que el autor no era un compañero de Pablo.
Como es el caso con todos los Evangelios, no se sabe exactamente cuando el Evangelio de Lucas fue escrito. Los estudiosos han propuesto una serie de fechas desde tan temprano como el 60 d. C. hasta tan tarde como el 90 d. C. Donald Guthrie argumenta, sin embargo, que Hechos fue escrito a principios del 60 d. C. (ya que el libro termina antes de la muerte de Pablo, que muy probablemente se produjo durante la persecución de los cristianos bajo Nerón entre los años 64 y 68 d. C.), y por lo tanto el Evangelio de Lucas tendría que haber sido escrito antes de eso, en torno al año 60.
Está generalmente acordado que el Evangelio de Lucas y los Hechos de los Apóstoles fueron ambos escritos por el mismo autor. La evidencia más directa proviene de los prefacios de cada libro. Ambos prefacios fueron dirigidas a Teófilo; en Hechos de los Apóstoles (Hechos 1:1-2) se dice en referencia al Evangelio de Lucas: «En el primer tratado, oh Teófilo, hablé acerca de todas las cosas que Jesús comenzó a hacer y a enseñar, hasta el día en que fue recibido arriba, después de haber dado mandamientos por el Espíritu Santo a los apóstoles que había escogido». Por otra parte, hay similitudes lingüísticas y teológicas entre las dos obras, lo que sugiere que tienen un autor común. Ambos libros también contienen intereses comunes.

### Juan
Juan fue probablemente compuesto en Éfeso, aunque otras posibilidades son Antioquía, Palestina y Alejandría. Algunos estudiosos creen que la enseñanza de Jesús en este evangelio no puede conciliarse con la encontrada en los sinópticos; mientras que otros, incluyendo a John A.T. Robinson, sostienen la opinión de que los sinópticos son los que mejor armonizan dentro del marco de Juan.
En la perspectiva mayoritaria, es poco probable que el apóstol Juan escribiera el Evangelio de Juan. En lugar de un registro normal del ministerio de Jesús, el evangelio es una representación profundamente meditada del carácter y las enseñanzas de Jesús, por lo que la autoría apostólica directa resulta improbable. La opinión, sin embargo, está ampliamente dividida en este tema y no hay un consenso generalizado.
Muchos estudiosos creen que el «discípulo amado» es una persona que escuchó y siguió a Jesús, y el evangelio de Juan se basa en gran medida en el testimonio de este «discípulo amado».
La mayoría de los estudiosos datan el Evangelio de Juan c. 80-95.

## Pruebas críticas e interpolaciones

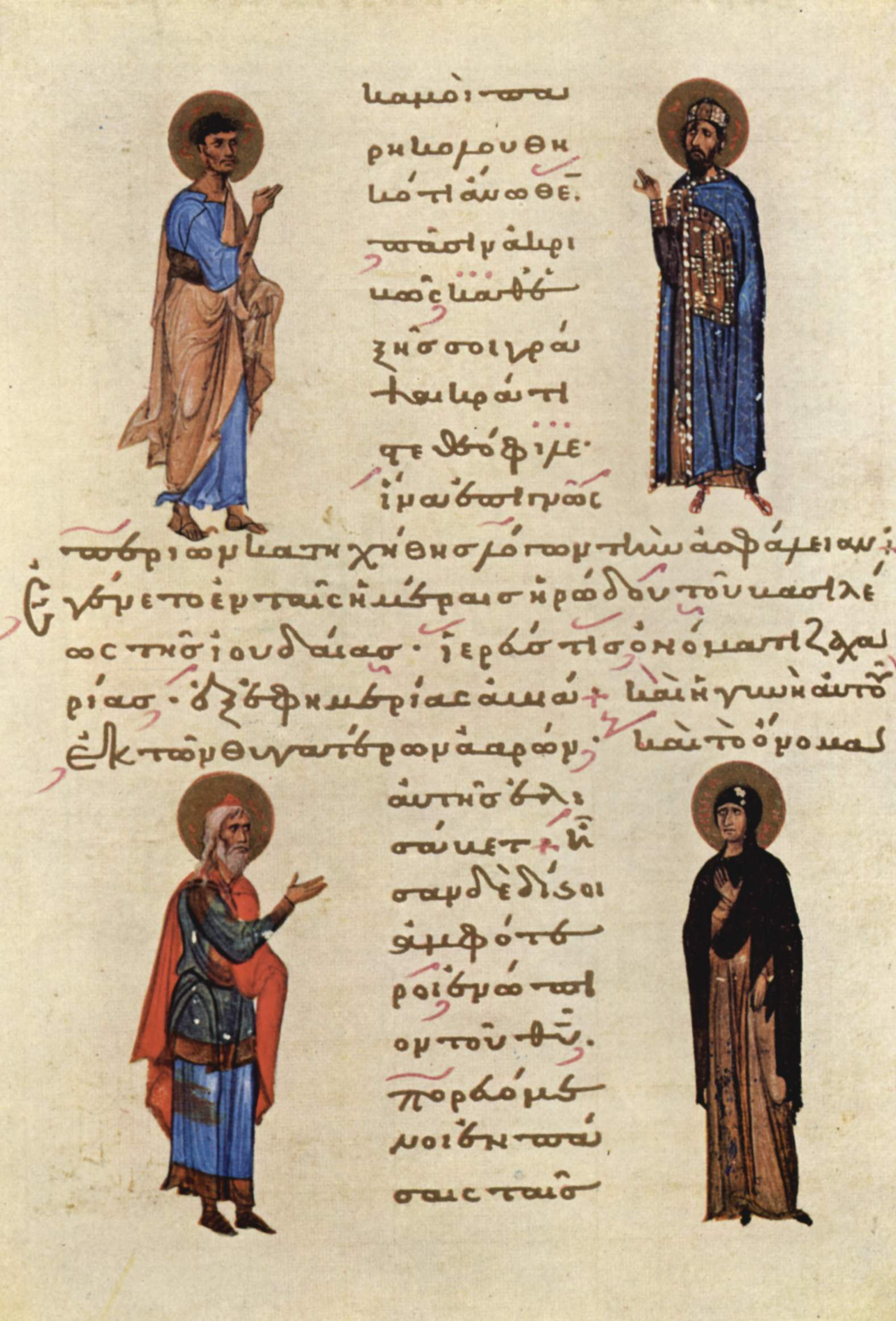
Un manuscrito bizantino del que contiene la apertura del Evangelio de Lucas.

La crítica textual se ocupa de la identificación y eliminación de errores de transcripción en los textos de los manuscritos. Los escribas antiguos cometieron errores o alteraciones (como la inclusión de adiciones no auténticas). Al tratar de determinar el texto original de los libros del Nuevo Testamento, algunos críticos textuales modernos han identificado secciones como adiciones de material, de siglos posteriores al tiempo en el cual el Evangelio fue escrito. Son las llamadas interpolaciones. En las traducciones modernas de la Biblia, los resultados de la crítica textual han dado lugar a ciertos versos, palabras y frases que deben ser eliminados o marcados como no originales.
Por ejemplo, hay una serie de versículos de la Biblia en el Nuevo Testamento que están presentes en la versión King James (KJV) y la Reina Valera (RV) pero que están ausentes de la mayoría de las modernas traducciones de la Biblia. La mayoría de los eruditos textuales modernos consideran a estos versos interpolaciones (las excepciones incluyen los defensores del texto bizantino o mayoritario). Los números de los versículos se han reservado, pero sin ningún texto, a fin de preservar la numeración tradicional de los versos restantes. El erudito bíblico Bart Ehrman señala que muchos versos actuales no eran parte del texto original del Nuevo Testamento. «Estas adiciones de los escribas a menudo se encuentran en los manuscritos medievales tardíos del Nuevo Testamento, pero no en los manuscritos de los siglos anteriores», afirma, y debido a que la Biblia King James se basa en manuscritos posteriores, tales versos «se convirtieron en parte de la tradición bíblica en las tierras de habla inglesa». Señala, sin embargo, que las traducciones modernas en inglés, como la Nueva Versión Internacional, fueron escritas por el uso de un método textual más apropiado.
La mayoría de las Biblias modernas tienen notas al pie para indicar pasajes que están disputado en los documentos originales. Los comentario bíblicos también discuten sobre estos pasajes, a veces con gran detalle. Si bien muchas variaciones se han descubierto entre los primeros ejemplares de los textos bíblicos, la mayoría de ellos son variaciones en la ortografía, la puntuación o la gramática. Además, muchas de estas variantes son tan particulares de la lengua griega que no aparecerían en las traducciones a otros idiomas.
Dos de las interpolaciones más importantes son los últimos versículos del Evangelio de Marcos y la historia de la mujer adúltera en el Evangelio de Juan. Algunos críticos también creen que la referencia explícita a la Trinidad en 1 Juan es una adición posterior.
El Nuevo Testamento se ha conservado en más de 5.800 manuscritos griegos fragmentarios, 10.000 manuscritos latinos y 9.300 manuscritos en varias otras lenguas antiguas incluyendo siríaco, eslavo, etíope y armenio. No todos los manuscritos bíblicos provienen de autores cristianos ortodoxos. Por ejemplo, los escritos gnósticos de Valentín provienen desde el siglo II, y estos cristianos eran considerados herejes por la iglesia general. El gran número de testigos presenta dificultades únicas, aunque da estudiosos una mejor idea de lo cerca que las biblias modernas están a las versiones originales. Bruce Metzger afirma: «Cuanto más a menudo se tengan copias que estén de acuerdo con los demás, sobre todo si surgen de diferentes áreas geográficas, más se puede cotejar a averiguar lo que el documento original era. La única manera de que hubieran coincidido sería regresar genealógicamente en un árbol genealógico que representa a los descendientes de los manuscritos».
En El Texto del Nuevo Testamento [The Text Of The New Testament], Kurt Aland y Barbara Aland comparan el número total de los versos de variantes libres, y el número de variantes por página (con exclusión de los errores ortográficos), entre las siete ediciones principales del Nuevo Testamento griego (Tischendorf, Westcott-Hort, von Soden, Vogels, Merk, Bover y Nestle-Aland) concluyendo que el 62,9%, o 4999/7947, concuerdan. Concluyen, «Así, en casi dos terceras partes del texto del Nuevo Testamento, las siete ediciones del Nuevo Testamento griego que hemos revisado están en completo acuerdo, sin diferencias más que en detalles ortográficos (por ejemplo, la ortografía de los nombres, etc.). Los versículos en el que cualquiera de las siete ediciones se diferencia por una sola palabra no se cuentan. [...] En los Evangelios, Hechos y Apocalipsis el acuerdo es menor, mientras que en las epístolas es mucho mayor». Según Aland y Aland, la consistencia total alcanzada en el Evangelio de Mateo fue de 60% (642 versos de cada 1.071), la consistencia total alcanzada en el Evangelio de Marcos fue del 45% (306 versos de cada 678), la consistencia total alcanzada en el Evangelio de Lucas fue del 57% (658 versos de cada 1.151), y la consistencia total alcanzada en el Evangelio de Juan fue del 52% (450 versos de cada 869). Casi todas estas variantes son menores, y la mayoría de ellas son errores ortográficos o gramaticales. Casi todo puede ser explicado por algún tipo de error de los escribas no intencional, tales como problemas de visión. Muy pocas variantes son disputadas entre los estudiosos, y pocas o ninguna de las variantes disputadas llevan algún significado teológico. Las traducciones bíblicas modernas reflejan este consenso de los expertos, donde existen las variantes, mientras que las variantes en disputa se anotan normalmente como tales en las traducciones.
Un estudio cuantitativo sobre la estabilidad de los manuscritos antiguos del Nuevo Testamento en comparación a los manuscritos posteriores, hasta la Edad Media con los manuscritos bizantinos, se indica que el texto tenía la estabilidad de más de 90% durante este período de tiempo. Se ha estimado que solamente el 0,1% y el 0,2% de las variantes del Nuevo Testamento afectan el significado de los textos de cualquier manera significativa.

## Consistencia interna
Autores como Raymond Brown señalan que los Evangelios se contradicen entre sí en varios aspectos y detalles importantes. W. D. Davies y E. P. Sanders afirman que «en muchos puntos, sobre todo acerca de la vida temprana de Jesús, los evangelistas ignoraban [...] simplemente no conocían y, guiados por el rumor, la esperanza o la suposición, hicieron lo mejor que pudieron».
Más eruditos críticos ven las historias de la natividad ya sea como registros completamente ficticios, o, al menos, construidos a partir de las tradiciones anteriores a los Evangelios. Un ejemplo son las narraciones de la Natividad que se encuentran en el Evangelio de Mateo (Mateo 1:1-17) y el Evangelio de Lucas (Lucas 3:23-38). Cada uno da una genealogía de Jesús, pero los nombres, e incluso el número de generaciones, difieren entre los dos. Los apologistas han sugerido que las diferencias son el resultado de dos linajes diferentes: Mateo desde el hijo del rey David, Salomón, hasta Jacob, padre de José; y Lucas, desde otro hijo del rey David, Natán, hasta Elí, padre de María y padre legal de José. Sin embargo, el erudito Geza Vermes señala que Lucas no hace mención de María y pregunta con qué propósito una genealogía materna podría servir en un ambiente judío. Ferrar Fenton, quien tradujo toda la Biblia en una de las primeras versiones en inglés moderno, omite la genealogía de Lucas, colocándola en su lugar como una nota al final de su traducción. Las razones que él mismo constituyó a la genealogía de Lucas era incompatible con las genealogías del Antiguo Testamento y también que el Evangelio se lee mejor con esta genealogía removida. Fenton pensó que era una glosa que se había añadido al evangelio original.
Raymond E. Brown afirma que existe una contradicción evidente con respecto a la muerte de Judas Iscariote: «El relato de Lucas de la muerte de Judas en Hechos 1:18 es difícilmente conciliable con Mateo 27:3-10». En Mateo 27:3-8, Judas devuelve el soborno se le ha dado a la entrega de Jesús, lanzando el dinero en el templo antes de que él se ahorcara. Los sacerdotes del templo, no quiera regresar el dinero manchado a la tesorería, en su lugar lo utilizan para comprar un terreno conocido como Campo del Alfarero, como una parcela para la sepultura de los extranjeros. En Hechos 1:18, por su parte, Judas utiliza el dinero de los sobornos para comprar el mismo campo, y su muerte se atribuye a lesiones por haber caído en este campo. Sin embargo, otros eruditos afirman que las historias contradictorias pueden reconciliarse.

## Arqueología y geografía

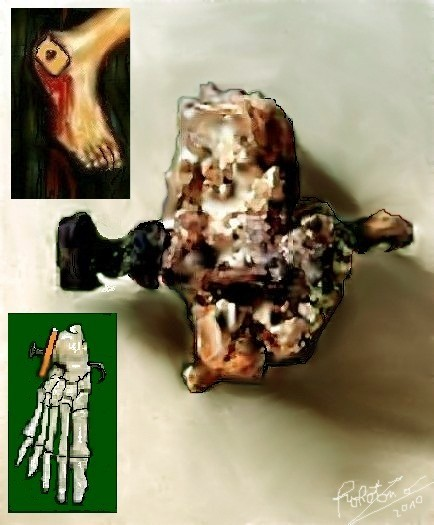
Restos óseos de Johanán, víctima de crucifixión del, desde Guivat HaMivtar en Jerusalén, con un clavo todavía alojado en el interior del hueso del talón.